# Nicholas Braun
Nicholas Joseph Braun (Bethpage, Nova Iorque, 1 de maio de 1988) é um ator norte-americano. É conhecido pelo papel de Greg Hirsch na série Succession (2018–presente), da HBO, pela qual recebeu duas nomeações para o Emmy de Melhor Ator Secundário em Série Dramática, em 2020 e 2022. Também participou em vários filmes, incluindo Sky High - Escola de Heróis (2005), Programa de Proteção de Princesas (2009), Red State (2011), Prom - A Primeira Noite do Resto da Tua Vida (2011), As Vantagens de Ser Invisível (2012), Patrulha de Bairro (2012), Encontros Trocados (2014), Como ser Solteira (2016) e Zola (2021).

## Carreira
Em 2005, Braun desempenhou o papel de Zach no filme Sky High - Escola de Heróis. Posteriormente, participou em filmes originais do Disney Channel: Minutemen: Viajantes do Tempo (2008) e Programa de Proteção de Princesas (2009).
Braun desempenhou o papel recorrente de Cameron na série televisiva 10 Coisas que Odeio em Ti, até ao seu cancelamento, com o último episódio a ser exibido a 24 de maio de 2010. Também participou em A Vida Secreta de uma Adolescente Americana e interpretou o personagem Cole Waters na websérie A Legião de Dançarinos Extraordinários.
Em 2011, interpretou Lloyd Taylor no filme Prom - A Primeira Noite do Resto da Tua Vida, da Disney e Billy-Ray em Red State, de Kevin Smith.
Em 2015, participou em duas músicas do EP de estreia do duo Phantoms, Broken Halo, fornecendo vocais para "Broken Halo" e "Voyeur". Contracenou com Dakota Johnson em Encontros Trocados (2014) e Como Ser Solteira (2016).
Em 2018, Braun tornou-se um dos membros do elenco principal da série Succession, da HBO, interpretando Gregory Hirsch. Pela sua performance, na série, Braun foi aclamado pela crítica e foi nomeado três vezes para um Emmy.

## Filmografia

### Filmes
| Ano  | Título                                       | Papel              |
| ---- | -------------------------------------------- | ------------------ |
| 2005 | Sky High - Escola de Heróis                  | Zach / Zach Attack |
| 2008 | Minutemen: Viajantes do Tempo                | Zeke               |
| 2009 | Programa de Proteção de Princesas            | Ed                 |
| 2009 | Love at First Hiccup                         | Ernie              |
| 2011 | Red State                                    | Billy-Ray          |
| 2011 | Um Sonho de Rapariga                         | Nigel              |
| 2011 | Prom - A Primeira Noite do Resto da Tua Vida | Lloyd Taylor       |
| 2012 | Patrulha de Bairro                           | Jason              |
| 2012 | As Vantagens de Ser Invisível                | Ponytail Derek     |
| 2013 | At Middleton                                 | Justin             |
| 2014 | Encontros Trocados                           | Michael            |
| 2015 | A Experiência da Prisão Stanford             | Karl Vandy         |
| 2015 | Poltergeist                                  | Boyd               |
| 2015 | Freaks of Nature                             | Dag Parker         |
| 2016 | Como Ser Solteira                            | Josh               |
| 2016 | Whiskey Tango Foxtrot                        | Tall Brian         |
| 2016 | Get a Job                                    | Charlie            |
| 2016 | Good Kids                                    | Andy Evans         |
| 2017 | The Year of Spectacular Men                  | Charlie Reed       |
| 2017 | Avenues                                      | Peter              |
| 2020 | Zola                                         | Derrek             |
| 2020 | The Big Ugly                                 | Will               |
| 2023 | Cat Person                                   | Robert             |

### Televisão
| Ano       | Título                                      | Papel             | Notas                                          |
| --------- | ------------------------------------------- | ----------------- | ---------------------------------------------- |
| 2001      | Walter and Henry                            | Henry             | Filme para televisão                           |
| 2002      | Lei & Ordem: Unidade Especial               | Criança           | Episódio: "Surveillance"                       |
| 2004      | Carry Me Home                               | Zeke              | Filme para televisão                           |
| 2006      | Sem Rasto                                   | Zander Marrs      | Episódio: "Fade-Away"                          |
| 2007      | Shark                                       | Craig             | Episódio: "Teacher's Pet"                      |
| 2008      | Minutemen: Viajantes do Tempo               | Zeke Thompson     | Filme para televisão                           |
| 2008      | Casos Arquivados                            | Lenny Snow (1951) | Episódio: "Shore Leave"                        |
| 2009      | A vida Secreta de uma Adolescente Americana | Randy             | Episódio: "Money for Nothing, Chicks for Free" |
| 2009      | Programa de Proteção de Princesas           | Ed                | Filme para televisão                           |
| 2009–2010 | 10 Coisas que Odeio em Ti                   | Cameron James     | Elenco principal                               |
| 2009      | Three Rivers                                | Michael           | Episódio: "The Luckiest Man"                   |
| 2011      | CSI: Crime Sob Investigação                 | Neal Monroe       | Episódio: "Hitting for the Cycle"              |
| 2011      | Brave New World                             | Matt Koutnick     | Episódio Piloto não vendido da NBC             |
| 2012      | Friend Me                                   | Rob               | Série não exibida                              |
| 2018–2023 | Sucession                                   | Greg Hirsch       | Elenco principal                               |
| 2020      | Home Movie: A Princesa Prometida            | O Albino          | 2 episódios                                    |
| 2021      | Calls                                       | Tim (voz)         | Episódio: "The End"                            |
| 2021      | Saturday Night Live                         | Próprio           | Episódio: "Jason Sudeikis / Brandi Carlile"    |
| 2021      | Santa Inc.                                  | Devin (voz)       | 7 episódios                                    |
| 2022      | Os Simpsons                                 | Primo Greg (voz)  | Episódio: "Meat is Murder"                     |
| 2022      | Documentário Now!                           | Kevin Butterman   | 2 episódios                                    |

### Web
| Ano       | Título                                 | Papel                       | Notas                        |
| --------- | -------------------------------------- | --------------------------- | ---------------------------- |
| 2008–2011 | Poor Paul                              | Clyde                       | 22 episódios                 |
| 2010      | A Legião de Dançarinos Extraordinários | Cole Waters                 | 3 episódios                  |
| 2011      | Corey & Lucas for the Win!             | Lloyd Taylor                | Episódio: "Party All Night!" |
| 2015      | Wrestling Isn't Wrestling              | Membro da plateia do teatro | Curta-metragem               |

### Videoclipes
| Ano  | Título                                                         | Artista(s)     | Ref.   |
| ---- | -------------------------------------------------------------- | -------------- | ------ |
| 2009 | "I Want You to Want Me" (versão de 10 Things I Hate About You) | KSM            | [ 11 ] |
| 2011 | "Your Surrender" (versão de Prom)                              | Neon Trees     | [ 12 ] |
| 2021 | "Antibodies (Do You Have The)" (Atlantic Records)              | Nicholas Braun | [ 13 ] |

## Prémios e Nomeações
| Ano  | Prémio                      | Categoria                                 | Obra      | Resultado | Ref.   |
| ---- | --------------------------- | ----------------------------------------- | --------- | --------- | ------ |
| 2020 | Emmy                        | Melhor Ator Secundário em Série Dramática | Sucession | Nomeado   | [ 14 ] |
| 2022 | Critics' Choice Awards      | Melhor Ator Secundário em Série Dramática | Sucession | Nomeado   | [ 15 ] |
| 2022 | Emmy                        | Melhor Ator Secundário em Série Dramática | Sucession | Nomeado   | [ 16 ] |
| 2022 | Prêmios Screen Actors Guild | Melhor Elenco em Série Dramática          | Sucession | Vencedor  | [ 17 ] |